# Hans-Joachim Lauth
Hans-Joachim Lauth (* 28. Oktober 1957 in Mannheim) ist ein deutscher Politikwissenschaftler.

## Leben
Lauth studierte Politikwissenschaft, katholische Theologie und Pädagogik in Mainz und Bremen. Er erwarb das 1. Staatsexamen in Politikwissenschaft und katholischer Theologie an der Johannes Gutenberg-Universität Mainz. Er promovierte 1991 zum Dr. phil. mit einer Arbeit zum Politischen System von Mexiko an der Universität Mainz und habilitierte dort 2002 mit einer Arbeit zum Thema Demokratie und Demokratiemessung.
Von 1991 bis 1996 war er wissenschaftlicher Angestellter in den Bereichen Internationale Politik, Entwicklungsländerforschung und vergleichende Regierungslehre an der Uni Mainz. Von 1996 bis 2002 war er wissenschaftlicher Assistent (C 1) im Bereich Analyse und Vergleich politischer Systeme. Von 2002 bis 2004 hatte er eine dreisemestrige Professurvertretung am Institut für Politikwissenschaft an der Universität Koblenz-Landau, Campus Landau in der Pfalz, von 2004 bis 2005 eine dreisemestrige Vertretung einer Professur am Institut für politische Wissenschaft an der Universität Heidelberg. Von 2005 bis 2008 lehrte er als Professor am Institut für Politikwissenschaft an der FernUniversität in Hagen und war Sprecher des DVPW-Arbeitskreises Interkultureller Demokratievergleich. Von 2008 bis zu seinem Ruhestand im September 2023 war er Inhaber des Lehrstuhls für Vergleichende Politikwissenschaft und Systemlehre am Institut für Politikwissenschaft und Soziologie (IPS) der Julius-Maximilians-Universität Würzburg. Von 2009 bis 2011 leitete er als geschäftsführender Vorstand das Institut für Politikwissenschaft und Soziologie in Würzburg und war von 2010 bis 2013 Mitglied des Fakultätsrates der Philosophischen Fakultät II und Studiendekan der Philosophischen Fakultät II der Universität Würzburg. Seit 2010 ist er stellvertretender Direktor der Graduiertenschule Law, Economics & Society (GSLES). Von 2013 bis 2019 war er Mitglied und stellvertretender Vorsitzender des Senats der Universität Würzburg. Von 2015 bis 2019 war er Vorsitzender des Senats der Universität Würzburg.

## Forschungsprojekte
Demokratiematrix

DFG-Forschungsprojekt unter der Leitung von Hans-Joachim Lauth: Die Demokratiematrix ist ein Instrument zur Messung der demokratischen Qualität. Basierend auf Daten des Varieties-of-Democracy-Projekts (V-Dem) bietet die Demokratiematrix Informationen für ca. 200 Staaten im Zeitraum zwischen 1900 und 2017. Die demokratische Qualität von politischen Systemen wird durch drei Dimensionen, fünf Institutionen und 15 Matrixfelder sowie drei Messebenen erfasst. Somit wird eine desaggregierte und differenzierte Messanlage realisiert, um Transformationsprozesse nachzuzeichnen sowie Qualitäts- und Demokratieprofile zu identifizieren.
LoSAM
DFG-Projekt „Lokale Selbstregelungen im Kontext schwacher Staatlichkeit in Antike und Moderne“: Die interdisziplinäre DFG-Forschungsgruppe beschäftigt sich im Rahmen von sieben Teilprojekten mit Varianten lokaler Selbstregelungen im Kontext schwacher Staatlichkeit zwischen Antike und Moderne. Im Fokus von LoSAM standen unterschiedliche lokale Gruppen und deren Beziehungen zu verschiedenen Ebenen staatlicher Herrschaft sowie zu anderen lokalen Gruppen. Wie entwickelten sich im Lauf der Zeit Umfang und räumliche Kontingenz von Formen der Self-Governance, deren Legitimation und die kollektive Identität der Gruppen?
Fiscal Citizenship
Am 1. März 2021 startete ein dreijähriges interdisziplinäres Forschungsprojekt mit einem Budget von 1,5 Mio. € im Rahmen des Open Research Area-Programms, das gemeinsam von der DFG, dem kanadischen SSHRC und dem britischen ESRC finanziert wird. Lauth ist mit einem Teilprojekt beteiligt. Das Projekt mit dem Titel „Fiscal Citizenship in Migrant Societies: An International Cross-Country Comparison“ soll unser Verständnis dafür verbessern, welchen Einfluss die Einstellung der Bürger zum Staat auf die Bereitschaft Steuern zu zahlen hat. Das interdisziplinäre Projekt bedient sich dabei verschiedener Forschungsmethoden und wird in den drei beteiligten Ländern parallel durchgeführt werden. Das Projekt wird von Lynne Oats, Universität Exeter, zusammen mit Dirk Kiesewetter von der Universität Würzburg und Kim-Lee Tuxhorn von der University of Calgary geleitet.
Staatlichkeitsindex „StIx“
Der neue Staatlichkeitsindex steht im Zentrum des DFG-Forschungsprojekts „Der Staatlichkeits-Index „StIx“: Messanlage und Analyse der Staatlichkeit“ am Lehrstuhl für Vergleichende Politikwissenschaft und Systemlehre an der Universität Würzburg, das für den Zeitraum 10/2021 bis 05/2024 bewilligt wurde. Der Staatlichkeitsindex StIx ist ein Instrument zur Messung der Staatlichkeit, basierend auf Daten des Varieties of Democracy Projekts (V-Dem). StIx bietet Messergebnisse für rund 170 Staaten im Zeitraum zwischen 1900 und 2022. Nach Abschluss der Forschungsarbeiten wird der Datensatz auf der Homepage des Staatlichkeitsindex (StIx) frei für alle Interessierten zur Verfügung stehen.

## Veröffentlichungen (Auswahl)

### Monografien
- Der Staat in Lateinamerika. Die Staatskonzeption von Guillermo O'Donnell. Saarbrücken 1985, ISBN 3-88156-301-6.
- Mexiko zwischen traditioneller Herrschaft und Modernisierung. Die Gewerkschaften im Wandel von Politik und Wirtschaft (1964–1988). Münster 1991, ISBN 3-88660-717-8.
- mit Michael Becker, Gert Pickel (Hrsg.): Rechtsstaat und Demokratie. Theoretische und empirische Studien zum Recht in der Demokratie. Wiesbaden 2001, ISBN 3-531-13645-3.
- Demokratie und Demokratiemessung. Eine konzeptionelle Grundlegung für den interkulturellen Vergleich. Wiesbaden 2004, ISBN 3-531-13855-3.
- mit Detlef Jahn, Gert Pickel und Susanne Pickel: Methoden der vergleichenden Politikwissenschaft. Wiesbaden 2008, ISBN 978-3-531-16194-5.
- Politische Systeme im Vergleich. Formale und informelle Institutionen im politischen Prozess. Walter de Gruyter, Berlin/Boston 2014, ISBN 978-3-486-71919-2.
- mit Gert Pickel und Susanne Pickel: Vergleich politischer Systeme. Paderborn 2014, ISBN 978-3-8252-4000-4.
- mit Gert Pickel und Susanne Pickel: Methoden der vergleichenden Politikwissenschaft. 2., aktualisierte und erweiterte Auflage. Wiesbaden 2015, ISBN 978-3-658-08635-0.

### Editionen
- mit Lars P. Feld, Peter M. Huber, Otmar Jung und Fabian Wittreck: Jahrbuch für direkte Demokratie 2014–2016. Baden-Baden 2018, ISBN 978-3-8487-4133-5.
- mit Arthur Benz und Stephan Bröchler: Handbuch der europäischen Verfassungsgeschichte im 20. Jahrhundert. Institutionen und Rechtspraxis im gesellschaftlichen Wandel, Band 5: seit 1989. Bonn 2019, ISBN 978-3-8012-4251-0.
- mit Todd Landman: Trade-offs in the Political Realm. Governance and Politics, Special Issue Vol. 7(4), 2019, ISSN 2183-2463.
- mit Christian Wagner: Politikwissenschaft: Eine Einführung. zehnte, korrigierte und aktualisierte Auflage. Paderborn / München / Wien / Zürich 2020, ISBN 978-3-8252-5412-4.
- mit Dieter Neubert und Christoph Mohamad-Klotzbach: Local Self-regulation and Variety of Statehood: Conflicts and cooperation. Contributions to Political Science, Springer Nature, 2022, ISBN 978-3-031-14995-5.

### Reihen (als Herausgeber)
- mit Gero Erdmann, Marianne Kneuer und Gert Pickel: Zeitschrift für Vergleichende Politikwissenschaft (ZfVP). Wiesbaden.
- mit Marianne Kneuer, Michèle Knodt und Gisela Müller-Brandeck-Bocquet: Staatlichkeit und Governance in Transformation. Baden-Baden.
- mit Aurel Croissant, Jörg Faust, und Siegmar Schmidt: Politik in Afrika, Asien und Lateinamerika. Wiesbaden, ISSN 2627-4302.
- mit Michael Becker, Andreas Göbel, Christiane Gross, Gisela Müller-Brandeck-Bocquet und Elke Wagner: Würzburger Arbeitspapiere zur Politikwissenschaft und Sozialforschung (WAPS). UB Würzburg.

### Neueste Aufsätze (Alleinautorschaft)
- Pfadabhängigkeit. Bestimmung und Forschungsstrategie. In: Erik Baltz, Sven Kosanke, Susanne Pickel (Hrsg.): Parties. Institutions and Preferences: The Shape and Impact of Partisan Politics, Springer VS (Reihe für Vergleichende Politikwissenschaft), 2022, S. 387–422.
- Rule of Law and informal Institutions. In: Revista do Direito. Santa Cruz do Sul, n. 65, 2022, S. 122–139.
- Politische Autorität in Zeiten des Populismus. In: Ilona Nord und Thomas Schlag (Hrsg.): Wer hat die Autorität? Evangelische Kirche in der Dynamik neuer Institutionalisierungsformen. Interdisziplinäre Perspektiven und praktisch-theologische Einschätzungen. Evangelische Verlagsanstalt, Leipzig, S. 33–50. doi:10.5771/9783374072507-31.
- Die globale Entwicklung der Gewaltenteilung seit 1900. In: Tilman Mayer und Paul-Ludwig Weinacht (Hrsg.): Gewaltenteilung: Grundsätzliches – Historisches – Aktuelles. Franz Steiner-Verlag, Stuttgart 2021, ISBN 978-3-515-13018-9, S. 191–208.